# Скит (литературное общество)
«Скит» (первоначально — «Скит поэтов») — общество русских поэтов и прозаиков, существовавшее в 1922—1940 годах в Праге. Руководитель — А. Л. Бем.

## История
Предшественником объединения был Литературно-художественный кружок, созданный Н. Дзевановским и С. Рафальским, но действовал он лишь несколько месяцев — с конца 1921 до начала 1922 года. На собрание этого общества Рафальский пригласил переехавшего в Прагу А. Л. Бема, который 26 февраля 1922 года в одном из пражских общежитий для мигрантов зачитал доклад по теме «Творчество как вид активности». С этого дня и началась история «Скита».
Согласно Бему, имя общества было связано с желанием группы сохранить индивидуальность, что поначалу сказывалось и на работе содружества, для которого была свойственна некоторая замкнутость. Его члены нарекали себя в шутку «отцами», «монахами» и «монашками»; Бем же, как следует из материалов заседаний, «титуловался» «отцом-настоятелем», а «друзья Скита», в свою очередь, фигурировали как «братья и клир». В коллективе кружка практиковался ритуал «посвящения», сопровождавшийся потиранием рук после завершения тайного голосования и объявления итогов.
С 1928 года начинается постепенная трансформация названия — «Скит поэтов» превращается в «Скит». Причиной такого переименования послужило наличие в коллективе определённой доли прозаиков; к тому же ещё в конце 1922 года при обществе появился прозаический отдел «Мастерская слова», созданный, впрочем, лишь номинально.
За весь период существования кружка в его деятельность было вовлечено примерно 50 человек (без учёта гостей и лиц, именовавшихся «друзьями Скита»), однако, по данным списка с названием «Чётки», лишь 36 участников организации числилось в ней официально. В творческом союзе состоял и заочный член — Л. Н. Гомолицкий из Варшавы.
Большинство литераторов объединения впоследствии эмигрировало в разные части Америки, Европы и даже в Советский Союз, где многие подверглись репрессиям (Г. Хохлов, А. В. Эйснер, Б. Семёнов). И только несколько скитовцев прожило всю жизнь в Чехословакии.